# Kościół katolicki w Irlandii
Kościół katolicki w Irlandii – działający na terenie Republiki Irlandii i Irlandii Północnej Kościół katolicki związany ze Stolicą Apostolską. Posiada jedną administrację obejmującą całą wyspę, czyli teren dwóch państw, i podzielony jest na 4 archidiecezje i 22 diecezje. Jako katolicy deklaruje się około połowa mieszkańców Irlandii wobec 93% w roku 1979.

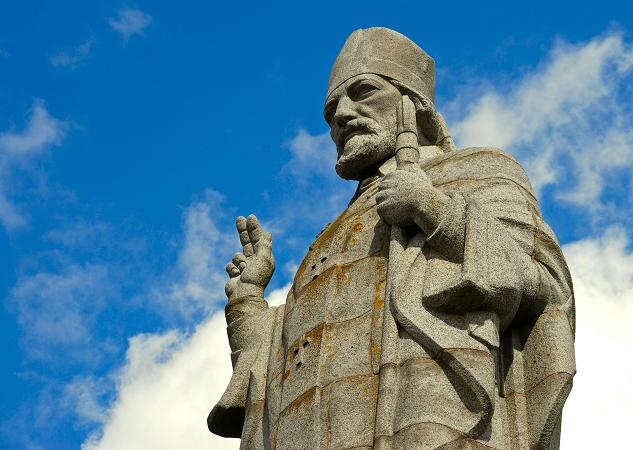
Św. Patryk, jeden z pierwszych misjonarzy katolickich w Irlandii

## Historia
Początek chrześcijańskiej działalności misyjnej w Irlandii nastąpił w V wieku. Za jednego z najwcześniejszych czołowych misjonarzy uchodzi Święty Patryk, który w 450 r. założył opactwo w Armagh. Rozwój Kościoła opierał się na działalności mnichów oraz tworzonych przez nich klasztorów. W XII wieku utworzono sieć diecezjalną z prymasem w Armagh. W tym samym stuleciu rozpoczęły się najazdy rycerstwa angloromańskiego na wyspę. W końcu XV wieku królowie z dynastii Tudorów dokonali systematycznego podboju Irlandii. Po zerwaniu przez króla angielskiego Henryka VIII związków Kościoła z papieżem parlament irlandzki w Dublinie był zmuszony uznać monarchę za głowę Kościoła w Irlandii. Część duchowieństwa sprzeciwiała się temu aktowi, w tym arcybiskup Armagh George Cromer (zm. 1543). W latach 1534–1540 stracono ok. 100 opornych duchownych oraz zlikwidowano ok. 400 klasztorów. Odtąd Kościół katolicki działał w podziemiu.
Opór ludności katolickiej wobec panującego protestantyzmu przyjmował także postać zrywów zbrojnych, które były krwawo tłumione (np. w latach 1649–1650 przez wojska Olivera Cromwella). Dyskryminacja ludności katolickiej była jedną z ważnych przyczyn emigracji Irlandczyków, głównie do Ameryki Północnej. W 1829 r. katolicy uzyskali w Wielkiej Brytanii wolność religijną, a w 1867 r. Kościół anglikański przestał być religią panującą w Irlandii. Otworzyło to drogę do nieskrępowanego odrodzenia i rozwoju katolicyzmu irlandzkiego.
W 1921 r. powstało niepodległe państwo irlandzkie i episkopat poparł jego zaistnienie. Konstytucja z 1937 r. przyznała Kościołowi pozycję religii uprzywilejowanej (rozwiązanie to uchylono w referendum w 1972 r.). Państwo irlandzkie finansowało sieć szkół katolickich. Hierarchia katolicka optowała za całkowitym zakazem aborcji (do 2002 r. odbyło się 5 referendów w tej sprawie) i zakazem rozwodów (obowiązywał do 1995 r.). W 1979 r. odbyła się pielgrzymka papieża Jana Pawła II do Republiki Irlandii, podczas której wzywał do zakończenia konfliktu katolicko-protestanckiego w Irlandii Północnej, który w 1998 r. został zakończony tzw. porozumieniem wielkopiątkowym.
Na przełomie lat 80. i 90. XX wieku w Kościele zaczęto ujawniać przestępstwa seksualne na dużą skalę. Przyjmuje się, że skandale seksualne spowodowały gwałtowny spadek uczestnictwa wiernych we mszach z 90% w latach 70. i 81% (1990) do 44% (2005). W 2011 roku powstała akcja Baby Shoes Remember (pol. dziecięce buciki pamiętają) w ramach której na bramach i ogrodzeniach kościołów są zawieszane dziecięce buciki często przepasane czarnymi wstążkami w celu przypomnienia ofiar molestowania dzieci przez duchownych. Irlandczycy zaczęli na niespotykaną wcześniej skalę odwracać się od Kościoła i podnosić głosy sprzeciwu i ostrej krytyki na każdą próbę przypomnienia wiernym o katolickiej etyce seksualnej i moralności. Ponad 2/3 Irlandczyków jest zdania, że Kościół zawiódł i utracił autorytet moralny. Kryzys zaufania do Kościoła w irlandzkim społeczeństwie był na tyle duży, że wpłynął na spadek liczby powołań kapłańskich i rezygnację z posługi wielu duchownych. W 2017 tylko ok. 50% małżeństw zawieranych jest przed duchownymi (w 2001 było to 78%).
W 2014 w miejscowości Tuam w prowadzonym w latach 1925–1961 przez zakonnice ze Zgromadzenia Matki Bożej Wspomożenia Wiernych ośrodku odkryto masowy, nieoznakowany grób blisko 800 dzieci (były to ciała od 35-tygodniowych płodów do 3-letnich dzieci).
W sierpniu 2018 r. pielgrzymkę do Irlandii odbył papież Franciszek, w trakcie której wezwał katolików irlandzkich do uporania się ze zjawiskiem nadużyć seksualnych w Kościele.

## Podział administracyjny
Kościół katolicki w Irlandii i Irlandii Północnej posiada następujące 4 archidiecezje i 22 diecezje

### Metropolia Armagh
Archidiecezja Armagh:  Diecezja Clogher, Diecezja Derry, Diecezja Down-Connor, Diecezja Dromore, Diecezja Kilmore, Diecezja Meath, Diecezja Raphoe, Diecezja Ardagh i Clonmacnoise

### Metropolia Cashel-Emly
Archidiecezja Cashel i Emly: Diecezja Cloyne, Diecezja Cork i Ross, Diecezja Kerry, Diecezja Killaloe, Diecezja Limerick, Diecezja Waterford i Lismore

### Metropolia dublińska
Archidiecezja dublińska: Diecezja Ferns, Diecezja Kildare-Leighlin, Diecezja Ossory

### Metropolia Tuam
Archidiecezja Tuam: Diecezja Achonry, Diecezja Clonfert, Diecezja Elphin, Diecezja Galway-Kilmacduagh, Diecezja Killala

## Działalność edukacyjna
Do Kościoła należy 90% wszystkich szkół w kraju, państwo opłaca większość kosztów prowadzenia tych placówek, a budynki, w których się znajdują są własnością kościelną. W związku z tym Kościół ma prawo określania ich „etosu”, co oznacza m.in. prawo decydowania o rekrutacji, w tym prawo odrzucania dzieci nieochrzczonych (tzw. „bariera chrztu”). Od września 2018 obowiązuje ustawa usuwająca prawo selekcji religijnej uczniów w szkołach finansowanych przez państwo.